# Kevin Jonas
Paul Kevin Jonas II (* 5. listopadu 1987 v New Jersey), také znám jako Kevin Jonas nebo K2, je americký hudebník a herec. Jeho matka se jmenuje Denisa, otec Paul. Je členem skupiny Jonas Brothers, pop rockové skupiny, kterou vytvořil se svými mladšími bratry Joem a Nickem. Kevin Jonas původně působil v Jonas Brothers jako sólový zpěvák a jeho bratři jej svými vokály pouze doprovázeli. Avšak hudebnímu producentovi se jejich hlasy líbily natolik, že podepsal smlouvu se všemi třemi.
Společně s bratry si zahrál ve filmu Camp Rock či v seriálu J.O.N.A.S. V roce 2009 si vzal za manželku ženu jménem Danielle Deleasa. Mezi jeho koníčky patří bowling. Stejně jako celá rodina je evangelický křesťan. Hraje na kytaru. Poprvé s tím začal ve 12 letech.
V květnu 2007 se při dovolené na Bahamách seznámil s kadeřnicí Danielle Deleasaovou. Začali spolu chodit a 19. prosince 2009 se na zámku na Long Islandu odehrála svatba. Za svědky mu šli jeho bratři Nick a Joe. 2. února 2014 se páru narodilo první dítě: dcera Alena Rose Jonas. O dva roky a několik měsíců později, 27. října 2016, se páru narodila druhá dcera, pojmenovaná Valentina Angelina Jonas.